# Johann Sipötz
Johann Sipötz, dit Hans Sipötz, né le 10 octobre 1941 à Pamhagen, est un homme politique autrichien membre du Parti social-démocrate d'Autriche (SPÖ).

## Biographie

### Débuts et ascension en politique
Il est élu en 1974 député au Landtag de Burgenland, où le Parti socialiste d'Autriche (SPÖ) dispose de la majorité absolue. Il entre dix ans plus tard au gouvernement régional, sous l'autorité de Theodor Kery.

### Landeshauptmann de Burgenland
Aux élections régionales du 4 octobre 1987, le SPÖ perd sa majorité absolue et Kery renonce à accomplir un nouveau mandat. Bien que l'ÖVP et le FPÖ se soient accordés pour désigner Franz Sauerzopf à la tête du Land, Johann Sipötz est investi à 46 ans Landeshauptmann de Burgenland le 30 octobre 1987.

### Fin de vie politique
Dans la perspective des élections de 1991, le Parti social-démocrate choisit Karl Stix comme chef de file. Redevenu député, il est désigné troisième président du Landtag. Il occupe ce poste jusqu'en 2000, puis met un terme à sa vie politique.